# Pulaski (Nowy Jork)
Pulaski – wieś w Stanach Zjednoczonych, w stanie Nowy Jork, w hrabstwie Oswego.